# Jaroslav Holý
Jaroslav Holý (* 8. srpna 1957) je bývalý český fotbalista, útočník a obránce.

## Fotbalová kariéra
V československé lize hrál za SK Dynamo České Budějovice. V československé lize nastoupil v 59 utkáních a dal 1 gól.

## Ligová bilance
| Ročník                                   | Zápasy | Góly | Klub                       |
| ---------------------------------------- | ------ | ---- | -------------------------- |
| 1. československá fotbalová liga 1985/86 | 30     | 1    | SK Dynamo České Budějovice |
| 1. československá fotbalová liga 1986/87 | 29     | 0    | SK Dynamo České Budějovice |
| CELKEM                                   | 59     | 1    |                            |